# Uptown Girl
Uptown Girl ist ein Lied von Billy Joel aus dem Jahr 1983, das von ihm geschrieben und von Phil Ramone produziert wurde. Es erschien auf dem Album An Innocent Man.

## Geschichte
Laut einem Interview mit Channel 5 schrieb Joel den Song über seine damalige Beziehung mit dem Model Elle Macpherson, die durch seine spätere Ehefrau Christie Brinkley ein Ende fand. Joel gab in diesem Interview auch an, dass das Lied auch als eine Hommage an Frankie Valli und The Four Seasons zu verstehen sei. Im Song singt Joel auch über eine Begegnung von einem Downtown Man mit seinem Uptown Girl.
Die Veröffentlichung fand im September 1983 statt. In Großbritannien, Irland, Australien und Neuseeland avancierte der Titel zu einem Nummer-eins-Hit.

## Musikvideo
Zu Beginn des Musikvideos fährt ein Abschleppfahrzeug in eine Werkstatt, der Chef des Betriebs schaut Fernsehen und geht dann zu seinen Arbeitern. Danach zeigen Billy Joel und alle Mitarbeiter eine Choreografie. Im Anschluss fährt eine Kundin in die Werkstatt, die im Video das Uptown Girl darstellt, später wird die Choreografie fortgesetzt. Am Ende des Clips verlassen alle die Werkstatt. Die Kundin im Video wurde von Christie Brinkley gespielt.

## Kommerzieller Erfolg

### Chartplatzierungen
| ChartsChartplatzierungen       | Höchstplatzierung | Wochen |
| ------------------------------ | ----------------- | ------ |
| Deutschland (GfK)              | 18 (13 Wo.)       | 13     |
| Österreich (Ö3)                | 18 (2 Wo.)        | 2      |
| Vereinigte Staaten (Billboard) | 3 (22 Wo.)        | 22     |
| Vereinigtes Königreich (OCC)   | 1 (18 Wo.)        | 18     |

| ChartsJahrescharts (1983)    | Platzierung |
| ---------------------------- | ----------- |
| Vereinigtes Königreich (OCC) | 2           |

| ChartsJahrescharts (1984)      | Platzierung |
| ------------------------------ | ----------- |
| Vereinigte Staaten (Billboard) | 39          |

### Auszeichnungen für Musikverkäufe
| Land/Region                  | Auszeichnungen für Musikverkäufe (Land/Region, Auszeichnung, Verkäufe) | Verkäufe  |
| ---------------------------- | ---------------------------------------------------------------------- | --------- |
| Dänemark (IFPI)              | Platin                                                                 | 90.000    |
| Deutschland (BVMI)           | Gold                                                                   | 300.000   |
| Italien (FIMI)               | Gold                                                                   | 50.000    |
| Kanada (MC)                  | Gold                                                                   | 50.000    |
| Neuseeland (RMNZ)            | 5× Platin                                                              | 150.000   |
| Portugal (AFP)               | Gold                                                                   | 5.000     |
| Spanien (Promusicae)         | Platin                                                                 | 60.000    |
| Vereinigte Staaten (RIAA)    | 6× Platin                                                              | 6.000.000 |
| Vereinigtes Königreich (BPI) | 2× Platin                                                              | 1.200.000 |
| Insgesamt                    | 4× Gold · 15× Platin ·                                                 | 7.905.000 |

Hauptartikel: Billy Joel/Auszeichnungen für Musikverkäufe

## Coverversionen

### Westlife-Version
Im Jahr 2001 veröffentlichte die irische Boygroup Westlife eine Coverversion, welche sich europaweit in den Charts platzieren konnte.
Chartplatzierungen
| ChartsChartplatzierungen     | Höchstplatzierung | Wochen |
| ---------------------------- | ----------------- | ------ |
| Deutschland (GfK)            | 8 (16 Wo.)        | 16     |
| Irland (IRMA)                | 1 (17 Wo.)        | 17     |
| Österreich (Ö3)              | 12 (17 Wo.)       | 17     |
| Schweiz (IFPI)               | 13 (23 Wo.)       | 23     |
| Vereinigtes Königreich (OCC) | 1 (16 Wo.)        | 16     |

| ChartsJahrescharts (2001) | Platzierung |
| ------------------------- | ----------- |
| Deutschland (GfK)         | 50          |
| Schweiz (IFPI)            | 87          |

Auszeichnungen für Musikverkäufe

| Land/Region                  | Auszeichnungen für Musikverkäufe (Land/Region, Auszeichnung, Verkäufe) | Verkäufe  |
| ---------------------------- | ---------------------------------------------------------------------- | --------- |
| Australien (ARIA)            | Platin                                                                 | 70.000    |
| Dänemark (IFPI)              | Gold                                                                   | 45.000    |
| Frankreich (SNEP)            | Silber                                                                 | 125.000   |
| Neuseeland (RMNZ)            | Gold                                                                   | 5.000     |
| Schweden (IFPI)              | Gold                                                                   | 15.000    |
| Vereinigtes Königreich (BPI) | 3× Platin                                                              | 1.800.000 |
| Insgesamt                    | 1× Silber · 3× Gold · 4× Platin ·                                      | 2.060.000 |

Hauptartikel: Westlife/Auszeichnungen für Musikverkäufe

### Weitere Coverversion
- 1990: The Shadows
- 1993: Alvin und die Chipmunks
- 1996: Me First and the Gimme Gimmes
- 2002: Nick Carter
- 2002: Palast Orchester feat. Max Raabe
- 2008: Bliss